# Тумське болото
Ту́мське боло́то — торф'яне болото в Ярському районі Удмуртії, Росія.
Болото простягається неширокою смугою уздовж правого берега річки Чепца від села Дизьміно до залізничного мосту біля села Пудем. В центральній частині болото перетинає права притока Чепци — річка Тум (звідси й назва).
В 1980-их роках через болото та річку Чепца був збудований міст та прокладена дорога, що зв'язує села Дизьміно на лівому березі і село Озерки на правому березі.